# Trifluorek bromu
Trifluorek bromu, BrF
3 – nieorganiczny związek chemiczny fluoru i bromu na III stopniu utlenienia.

## Otrzymywanie
Po raz pierwszy otrzymywanie i właściwości tego związku opisał w 1906 roku francuski chemik Paul Lebeau. Otrzymał go w reakcji bromu cząsteczkowego z gazowym fluorem:
Br
2 + 3F
2 → 2BrF
3
Reakcja ta zachodzi w temperaturze pokojowej lub nieco wyższej. Ponieważ BrF
3 reaguje szybko ze szkłem i materiałami opartymi o krzemionkę, proces należy prowadzić w aparaturze miedzianej (lutowanej srebrem), niklowej lub wykonanej z monelu (stopu miedzi i niklu).
Związek ten można też otrzymać jako jeden z produktów reakcji dysproporcjonowania fluorku bromu:
3BrF → BrF
3 + Br
2
Reakcja ta jest szybka i nieodwracalna.

## Właściwości chemiczne
Jest bardzo reaktywny, z wodą bądź związkami organicznymi może reagować wybuchowo. Papier i drewno w kontakcie z nim zapalają się.

## Zastosowanie
Jest wykorzystywany do wytwarzania fluorku uranu(VI), stosowanego w produkcji i przerobie paliwa jądrowego.